# Benshausen
Benshausen è una frazione della città tedesca di Zella-Mehlis.

## Storia
Il 1º gennaio 2019 il comune di Benshausen venne soppresso e aggregato alla città di Zella-Mehlis.